# Wellská katedrála

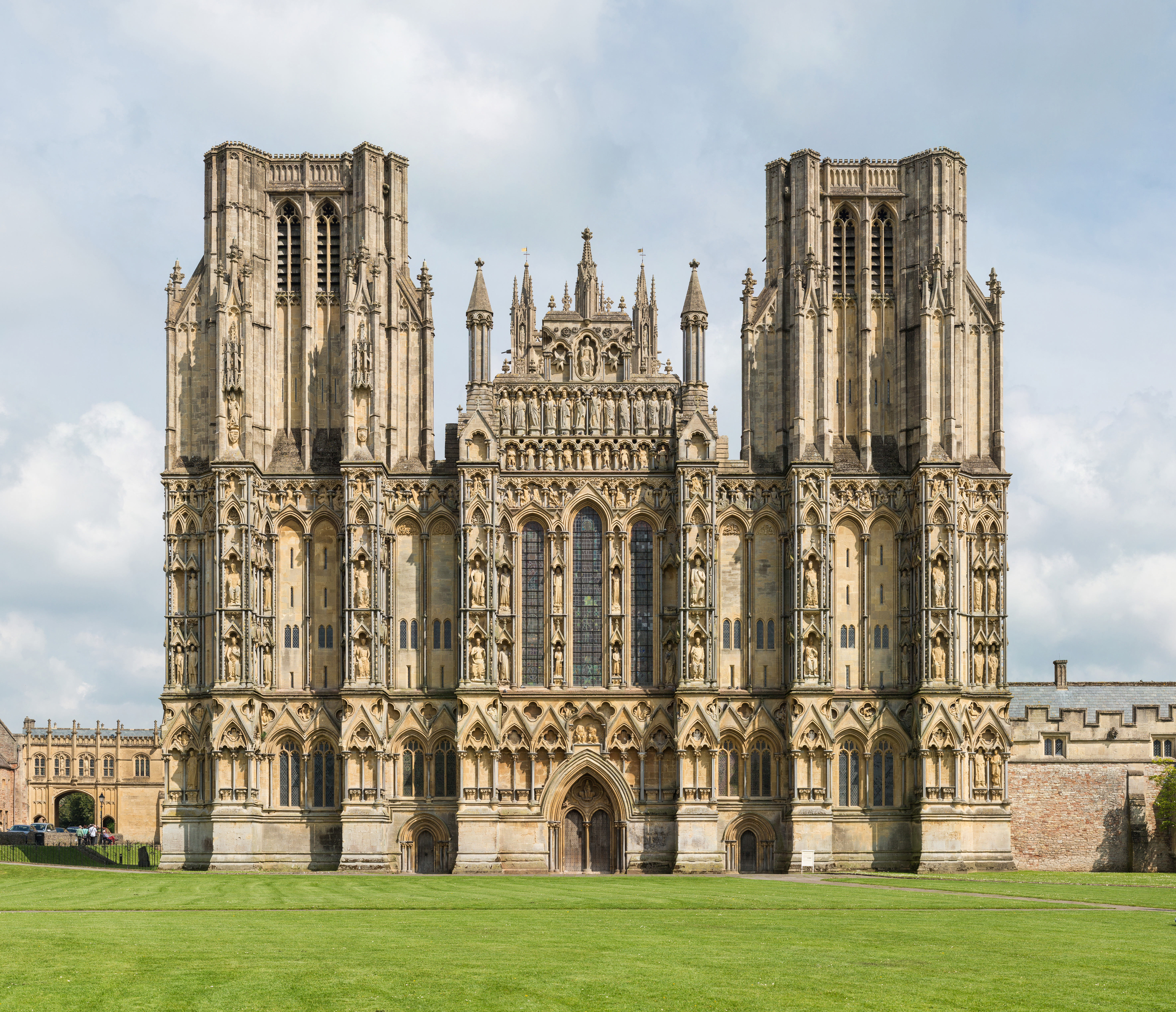
Wellská katedrála

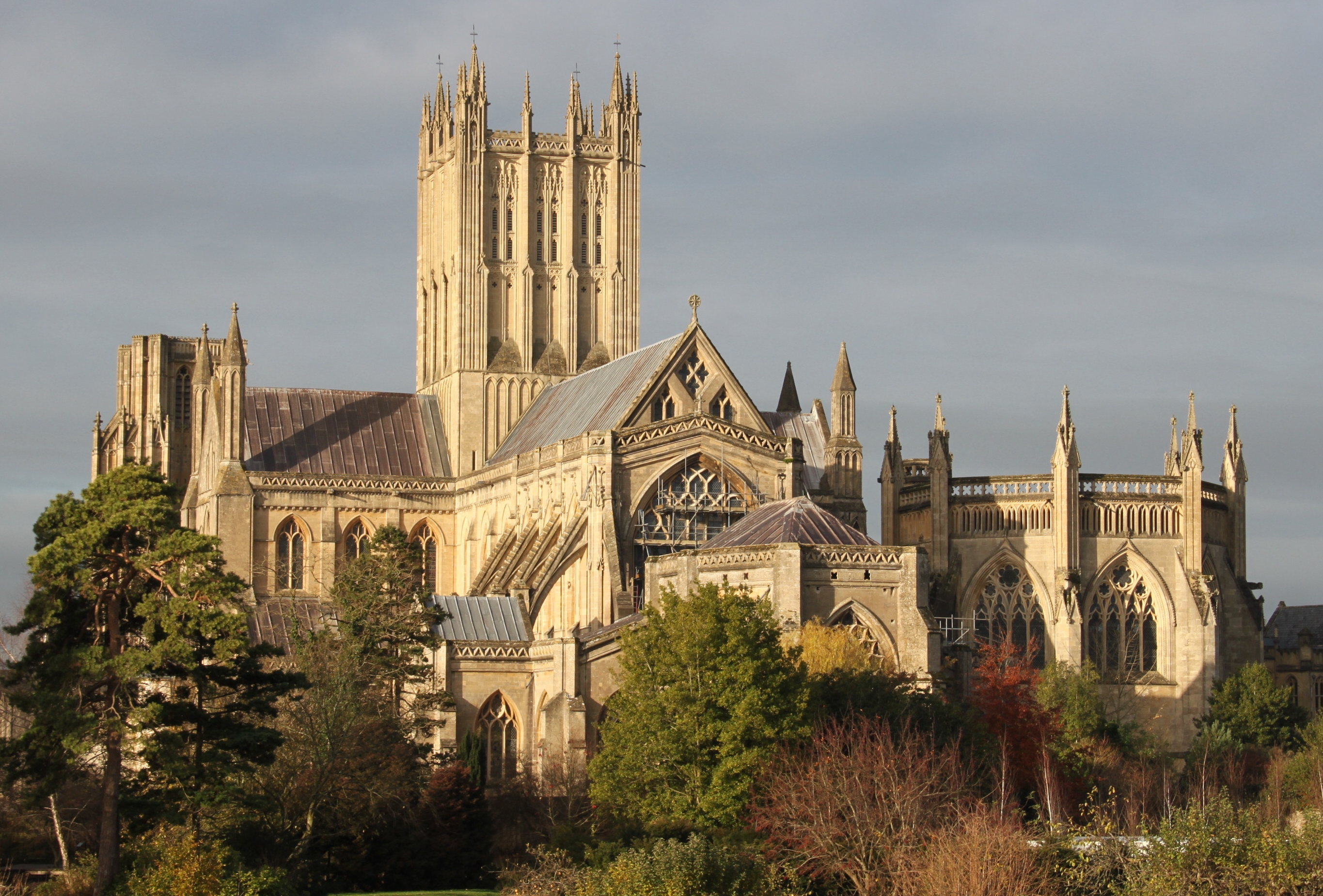
Katedrála od východu

Wellská katedrála je katedrála anglikánské církve nacházející se v městě Wells v jihozápadní Anglii, asi 20 km jižně od Bristolu. Je sídlem biskupa diecéze Bath a Wells. Byla postavena v letech 1175 až 1490. Převážná část je postavena v raně gotickém slohu. Na její východní straně se dochovala původní mozaiková okna, což je skutečnost v rámci Anglie neobvyklá.

## Historie
Existují archeologické nálezy starověkého římského mauzolea z místa, kde stojí současná katedrála. První kostel zde byl postaven roku 705. Zbytky jeho základů se dochovaly v křížové chodbě katedrály. Nejstarší zachovalou částí původní stavby jsou pozůstatky křtitelnice pocházející z roku 700.
Stavba současné katedrály byla zahájena biskupem Reginaldem de Bohun, který zemřel roku 1184. Její výstavba probíhala od konce 12. století do počátku 13. století. Hlavní chrámová loď a jeho příčná loď jsou příkladem raně gotického slohu. Katedrála byla z větší části dokončena roku 1239, kdy byla vysvěcena. Součástí první fáze výstavby byla i stavba biskupského paláce, sborové školy, gymnázia, nemocnice pro pocestné a kaple.
Po dostavbě kapituly roku 1306 se ukázalo, že je stavba malá a nestačí pro narůstající počet poutníků, kteří se účastnili bohoslužeb. Byla zahájena dostavba zvýšené hlavní věže a osmiboké hlavní kaple ve východním křídle, která byla dokončena roku 1326. Později bylo rozšířeno východní křídlo o knihovnu vybudovanou pod jeho pilíři, ubytovnu pro členy sboru a vikáře. Od roku 1365 probíhala další etapa výstavby katedrály, jejíž součástí byla stavba jihozápadní věže západního křídla a západní brány.
V době vlády Jindřicha VII. byla stavba katedrály dokončena téměř do současné podoby. Po rušení anglických klášterů roku 1541 se příjmy katedrály snížily, byly prodány některé cennosti a oltář byl přestěhován do hlavní lodi. V období občanské války byly v katedrále zničeny sochy, nábytek a okna.
V polovině 19. století byly prováděny významné opravy a rekonstrukce. Sochy byly přemístěny do křížové chodby a byly odstraněny středověké malby. Důkladnou obnovou prošel i chór. Původní dřevěné lavice byly nahrazeny novými.

## Architektura

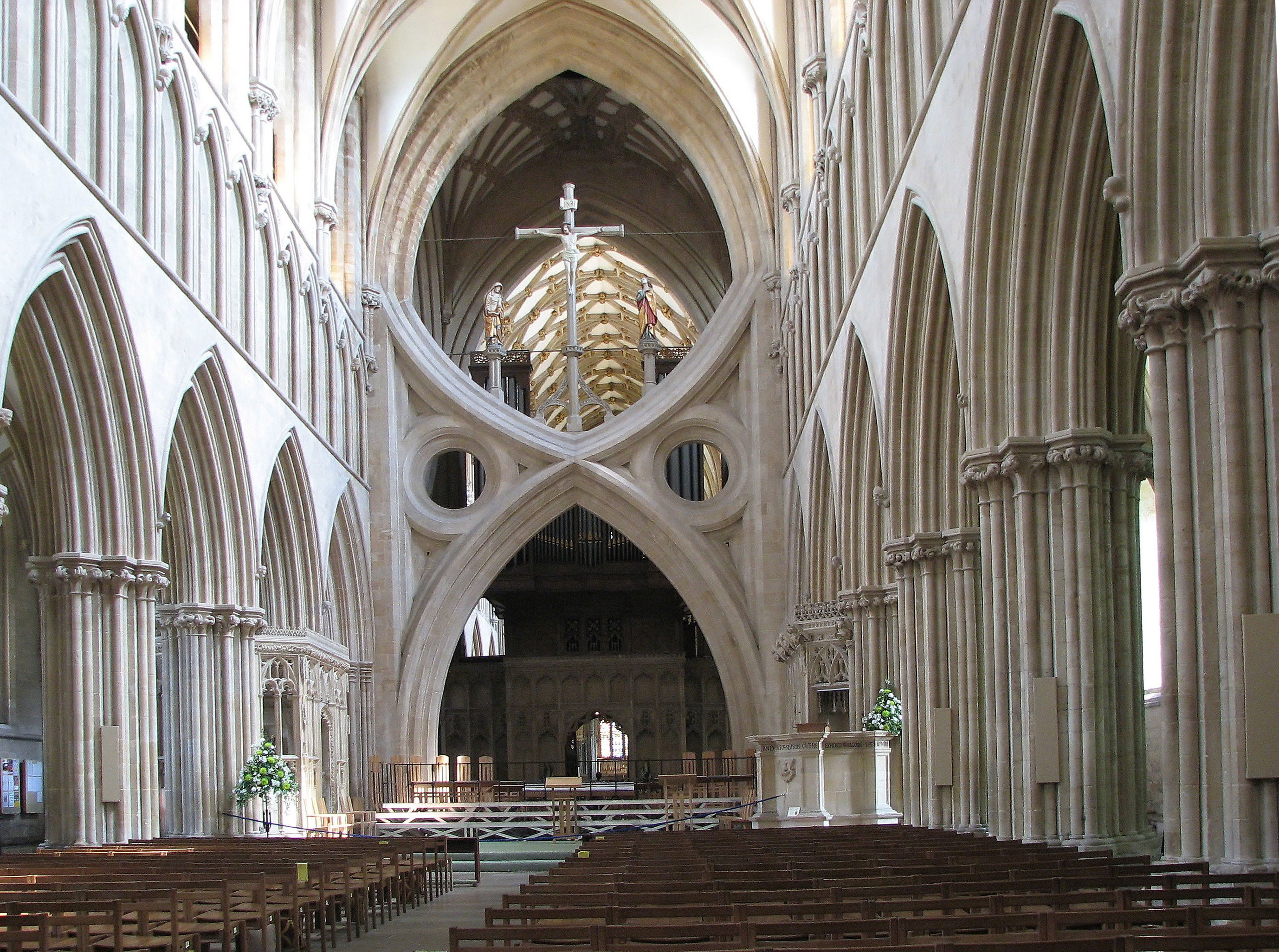
Invertovaný oblouk v lodi katedrály

Unikátním prvkem katedrály jsou dvojitě zahnuté invertované oblouky. Toto neobvyklé architektonické řešení bylo zvoleno správcem katedrály Williamem Joyem roku 1338 aby zabránil sesuv hlavní věže poté, co na ní bylo na počátku 13. století přistavěno další patro a zastřešení.
Západní průčelí je vysoké 30 m a široké 46 m a bylo zdobeno více než 500 sochami, z nichž se dochovalo asi 300. V letech 1975 až 1986 byla provedena jeho důkladná očista a obnova.
Wellská katedrála obsahuje jednu z největších sbírek mozaikového skla. Mnoho oken bylo v letech 1642 až 1643 poničeno. Nejstarším dochovaným oknem je okno v kapitule pocházející z roku 1280 a dvě okna v jižním kůru z roku 1310.